# Coelura omana
Coelura omana är en fjärilsart som beskrevs av Druce 1892. Coelura omana ingår i släktet Coelura och familjen Uraniidae. Inga underarter finns listade i Catalogue of Life.